# 前620年
| 千纪： | 前1千纪 |
| 世纪： | 前8世纪 \| 前7世纪 \| 前6世纪 |
| 年代： | 前650年代 \| 前640年代 \| 前630年代 \| 前620年代 \| 前610年代 \| 前600年代 \| 前590年代                                                                                             |
| 年份： | 前625年 \| 前624年 \| 前623年 \| 前622年 \| 前621年 \| 前620年 \| 前619年 \| 前618年 \| 前617年 \| 前616年 \| 前615年                                                               |
| 纪年： | 周襄王三十二年 魯文公七年 齊昭公十三年 晉靈公元年 秦康公元年 宋成公十七年 楚穆王六年 衛成公十五年 陳共公十二年 蔡庄侯二十六年 曹共公三十三年 郑穆公八年 燕襄公三十八年 杞桓公十七年 |

## 大事记
- 趙盾背棄了公子雍而立了太子夷皋為君，發兵抵禦秦國護送公子雍的軍隊，在令狐之戰打敗秦軍，一直追到刳首。先蔑逃亡到秦國，士會跟著他逃亡。